# Queralt Casasayas Reguant
Queralt Casasayas Reguant (Granollers, 4 d’abril de 1984) és una actriu i pedagoga catalana. Formada a l’Institut del Teatre, hi exerceix com a professora de veu. També ha impartit docència a l’escola Eòlia. Ha treballat principalment en l’àmbit teatral, tant com a intèrpret com a preparadora vocal i actoral. Forma part de la companyia La Calòrica i és cofundadora de Les Bianchis, centrada en teatre familiar. Ha rebut diversos reconeixements, com el Premi de la Crítica a la millor actriu per l’obra Fàtima.
Casasayas ha desenvolupat una trajectòria teatral centrada en l’escena catalana, amb presència en espais com el TNC, el Teatre Lliure, el Romea i la Sala Beckett. Ha treballat en muntatges com L’agressor, dirigida per Carme Portaceli; Espectres, amb Magda Puyo; La Bête, Fedra i The Party, sota la direcció de Sergi Belbel; Una gossa en un descampat i Mare de sucre, de Clàudia Cedó; Fairfly, de La Calòrica; Fàtima, de Jordi Prat i Coll; i Elling, dirigida per Pau Carrió. També ha participat en obres de Shakespeare, Brecht i Racine, i en produccions de teatre familiar amb Les Bianchis. Al cinema, ha intervingut en el documental Pitarra. Oblidat o desconegut, dirigit per Aitor Laiseka.